# マルティン・カムブロフ
マルティン・アンドレエフ・カンブロフ（ブルガリア語: Мартин Андреев Камбуров, ラテン文字転写: Martin Andreev Kamburov, 1980年10月13日- ）は、ブルガリア・スビレングラート出身の元サッカー選手。元ブルガリア代表。現役時代のポジションはフォワード。

## 経歴

### プロヴディフ
スビレングラートに生まれたカムブロフは、PFCボテフ・プロヴディフでキャリアを始めたが、その後、同じ街を拠点とするPFCロコモティフ・プロヴディフへ移籍すると、2004年に得点王となる26得点を挙げ、クラブをリーグ優勝に導く活躍を見せたことで国内リーグの最優秀選手に選出された。翌2005年のクラブは3位だったものの、自身は27得点で2季連続の得点王となった。

### アル・アハリ
2005年12月に移籍金200万ユーロでUAE1部のアル・アハリ・ドバイと5年契約を締結し、33試合16得点を挙げる活躍を見せたが、2006年2月に肝炎のために契約解除となった。その後、2007年に古巣のロコモティフ・プロブジフへ復帰。7月にアステラス・トリポリFCと契約したが得点を挙げることが出来ずに終了した。

### ロコモティフ・ソフィア
2009年1月9日にPFCロコモティフ・ソフィアと3年契約を締結し、背番号19を与えられた。2009年4月11日のレフスキ・ソフィアとのソフィアダービー（アウェイ3-0勝利）でのハットトリックを含め、僅か6試合で10得点を挙げる素晴らしいスタートを切ることに成功。同2008-09シーズンは、全30試合中半分にも満たない14試合の出場だったものの17得点を挙げる驚異的な得点率で3度目の得点王に輝き、再度リーグ最優秀選手に選出された。この活躍から、ファンの支持を集め、約5年ぶりにブルガリア代表に招集された。2009-10シーズンは29試合16得点を記録した。

### 大連実徳
2010年7月に中国1部の大連実徳足球倶楽部と契約。7月28日に初出場、8月1日に初得点を記録した。

### CSKAソフィア
2012年12月18日にPFC CSKAソフィアと1年半の契約を締結。2013年3月2日のリテックス・ロヴェチ戦（0-2敗北）で初出場、3月31日のPFCミニョル・ペルニク戦（3-0勝利）で初得点を記録。

## タイトル
クラブ
PFCロコモティフ・プロヴディフ
- ブルガリアリーグ : 2003-04
- ブルガリア・スーパーカップ : 2004

個人
- ブルガリアリーグ得点王 : 2003-04, 2004-05, 2008-09, 2013-14, 2015-16, 2019-20
- ブルガリアリーグ年間最優秀選手賞 : 2003-04, 2008-09